# 네이피어의 뼈

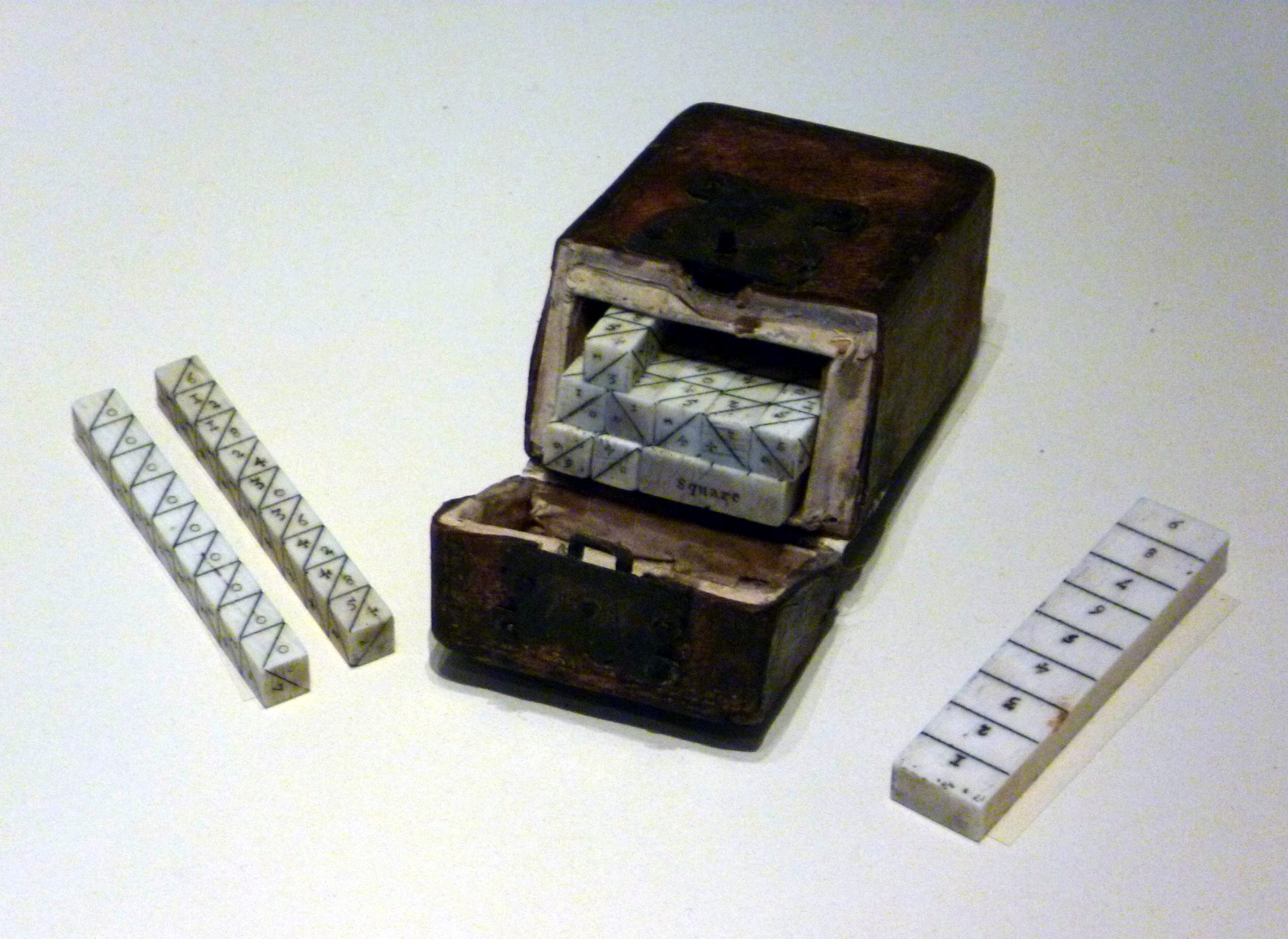
네이피어의 뼈

네이피어의 뼈(영어: Napier's bones) 또는 네이피어의 막대는 스코틀랜드 머치스턴의 존 네이피어가 곱셈과 수의 몫 계산을 위해 만든 수동 계산 장치이다. 이 방법은 격자 곱셈을 기반으로 하며 네이피어가 창안한 단어인 "rabdology"라고도 한다. 네이피어는 1617년에 자신의 버전을 출판했다. 이 책은 에든버러에서 인쇄되었으며 그의 후원자 알렉산더 세튼에게 헌정되었다.
막대에 내장된 구구단을 사용하면 곱셈을 덧셈 연산으로, 나눗셈을 뺄셈으로 줄일 수 있다. 막대를 잘 활용하면 제곱근을 추출할 수 있다. 네이피어의 뼈는 네이피어의 이름과 연관된 로그와 동일하지 않지만 해부된 구구단을 기반으로 한다.
장치에는 일반적으로 테두리가 있는 베이스 보드가 포함된다. 사용자는 네이피어 막대와 테두리를 배치하여 곱셈이나 나눗셈을 수행한다. 보드의 왼쪽 가장자리는 9개의 정사각형으로 나누어져 있으며 1부터 9까지의 숫자가 표시되어 있다. 네이피어의 원래 디자인에서 막대는 금속, 나무 또는 상아로 만들어졌으며 정사각형 단면을 가지고 있다. 각 막대의 네 면에는 구구단이 새겨져 있다. 일부 최신 디자인에서는 막대가 편평하고 테이블 두 개 또는 하나만 새겨져 있으며 플라스틱이나 무거운 판지로 만들어졌다. 이러한 뼈 세트는 운반 케이스에 포함될 수 있다.
막대의 면은 9개의 정사각형으로 표시되어 있다. 상단을 제외한 각 사각형은 왼쪽 하단에서 오른쪽 상단까지 대각선으로 두 부분으로 나뉜다. 사각형에는 간단한 곱셈표가 포함되어 있다. 첫 번째 숫자는 네이피어가 '단일'(single)이라고 부르는 한 자리 숫자를 담고 있다. 다른 것들은 단일의 배수, 즉 단일의 2배, 단일의 3배 등을 유지하며 위쪽 사각형에 있는 숫자의 9배를 포함하는 9번째 정사각형까지 계속된다. 한 자리 숫자는 오른쪽 아래 삼각형에 쓰고 다른 삼각형은 공백으로 두고, 두 자리 숫자는 대각선 양쪽에 숫자를 쓴다.
테이블이 한쪽 막대에 고정되어 있는 경우 4자리 숫자를 곱하려면 막대 40개가 필요하다. 숫자에 반복되는 숫자가 있을 수 있으므로 0부터 9까지의 각 숫자에 대한 구구단 사본 4개가 필요하다. 정사각형 막대를 사용하면 10개의 막대에 40개의 구구단을 새길 수 있다. 네이피어는 어떤 막대도 동일한 테이블의 두 복사본을 갖지 않도록 테이블을 배열하여 가능한 모든 4자리 숫자가 10개의 막대 중 4개로 표시될 수 있도록 하는 계획에 대해 자세히 설명했다. 네이피어의 10개 막대의 동일한 사본 2개로 구성된 20개 막대 세트는 최대 8자리 숫자로 계산이 가능하며, 30개 세트는 12자리 숫자에 사용할 수 있다.

## 같이 보기
- 파스칼 계산기
- 계산자